# Milo Murphy's Law
Milo Murphy's Law (dịch: Định luật Milo Murphy) là một chương trình hoạt hình dài tập được tạo ra bởi nhà sáng lập Phineas and Ferb, Dan Povenmire và Jeff "Swampy" Marsh. Chương trình được phát sóng lần đầu trên Disney XD vào ngày 3 tháng 10 năm 2016. Chương trình xoay quanh về Milo Murphy, con cháu của Edward A. Murphy Jr. - người lập ra định luật Murphy, khẳng định rằng "Nếu một việc có thể diễn tiến xấu, nó sẽ diễn tiến đúng như thế". Chương trình diễn ra cùng bối cảnh với Phineas and Ferb.

## Diễn viên lồng tiếng

### Nhân vật chính
- "Weird Al" Yankovic vai Milo Murphy, nhân vật chính của phim. Cậu 14 tuổi (13 tuổi trước tập "Party of Peril)  và thường gặp những điều không may mắn, nhưng lại rất lạc quan và cố gắng vượt qua chúng.
- Sabrina Carpenter vai Melissa Chase, cô bạn thân lâu năm của Milo và thường đi theo Milo mặc dù cậu không may mắn.
- Mekai Curtis vai Zack Underwood, cậu bạn của Milo vừa chuyển đến Danville và trở thành bạn thân của Milo và Melissa. Cậu từng là trưởng nhóm của ban nhạc "The Lumberzacks".

### Nhân vật phụ

#### Gia đình Murphy
- Diedrich Bader vai Martin Murphy, cha Milo. Cũng giống như con trai của mình, anh gặp khá nhiều xui xẻo. Anh là Thanh tra an toàn của thành phố Swamp, do những nơi xung quanh ấy, an toàn luôn được đưa đến mức cao nhất.
- Pamela Adlon vai Brigette Murphy, mẹ của Milo; và là một kiến trúc sư.
- Kate Micucci vai Sara Murphy, chị gái của Milo và là đồng fan hâm mộ Dr. Zone, luôn yêu quý em trai mình mặc dù vận xui của cậu.
- Dee Bradley Baker vai Diogee Ex Machina Murphy, chó của Milo, thường xuyên theo sau Milo. Milo thường bảo nó về nhà khi cậu gặp nó ở bất cứ đâu. Tên của nó được phát âm là "D-O-G", như thể đánh vần chữ "dog".

#### Những nhà du hành thời gian
- Dan Povenmire và Jeff "Swampy" Marsh vai Vinnie Dakota và Balthazar Cavendish, những nhà du hành thời gian có nhiệm vụ ngăn chặn sự tuyệt chủng của quả hồ trăn. Dakota ăn mặc theo phong cách Disco, trong khi trang phục của Cavendish thuộc trường phái cổ điển những năm 1870. Đây là công việc không được coi trọng vì đơn giản là ông chủ của họ thích hồ trăn. Mỗi khi Milo cố gắng mua hồ trăn từ họ thì vận xui của cậu lại khiến cho cả 2 mất tất cả số hồ trăn họ có. Trong tập "Fungus Among Us", cả 2 là nguồn cảm hứng để Orton Mahlson viết nên kịch bản bộ phim "The Dr. Zone Files".
- Mark Hamill vai ngài Block, là sếp của 4 người Dakota, Cavendish, Savannah và Brick. Ông rất thích ăn hồ trăn, thường hay gắt gỏng và pha trò trêu chọc Dakota và Cavendish.
- Hamill cũng lồng tiếng cho Bob Block
- Ming-Na Wen vai Savannah, đặc vụ du hành thời gian, được Dakota "để ý".
- Brett Dalton vai Brick, cộng sự của Savannah.

#### Hành tinh Octalia
- Joanna Hausmann vai Alien Commander
- Odessa Adlon vai Orgaluth, con gái của Alien Commander
- Brock Powell vai Alien Pilot
- John Ross Bowie và Cedric Yarbrough vai Loab và Khone
- Al Yankovic, Jeff "Swampy" Marsh và Powell vai Beek, Mantel và Dorsal

#### Trường trung học Jefferson County
- Mackenzie Phillips vai Elizabeth Milder, hiệu trưởng trường trung học Jefferson County.
- Sarah Chalke vai cô Murawski, giáo viên dạy môn Lý. Cô có một tình cảm kỳ quặc với cái bàn của mình.
- Michael Culross vai Kyle Drako, giáo viên trong trường. Anh ta có những hành động như ma cà rồng, thường bị các học sinh trong trường hiểu lầm.
- Laraine Newman vai cô White, một giáo viên trung học.
- Kevin Michael Richardson vai Nolan Mitchell, huấn luyện viên bóng đá cho đội "Gecko" (Thằn lằn) của trường.
- Django Marsh vai Chad Van Coff, bạn cùng lớp của Milo, tin rằng thầy Drako là một ma cà rồng.
- Greg Cipes vai Mort Schaeffer, một học sinh có thân hình to lớn trông trong lớp của Milo. Cậu là bạn của Bradley, nhưng khó chịu trước sự kiêu ngạo của Bradley và thường tâm sự với Milo.
- Vincent Martella vai Bradley Nicholson, một học sinh bi quan nhưng kiêu ngạo, luôn ghen tị với Milo. Trong tập "Sunny Side Up", cậu đã phải lòng Melissa.
- Chrissie Fit vai Amanda Lopez, một học sinh trong lớp học của Milo và là người cầu toàn. Trong tập "Smooth Opera-tor", Milo đã phải lòng cô bé.
- Alyson Stoner vai Lydia

#### Những nhân vật khác
- Christian Slater vai Elliot Decker, bảo vệ người đi đường và tự phong là "Vua An toàn". Anh làm nhiệm vụ của mình là bảo vệ thành phố khỏi Milo, và liên tục cản trở Milo và nhóm bạn, đặc biệt là Milo. Anh thậm chí còn có một tấm biển đề chữ "STOP" và chữ "MILO" ở 2 mặt. Anh thường bị những con ngỗng tấn công.
- Vanessa Williams vai Eileen Underwood, mẹ của Zack, là bác sĩ phẫu thuật.
- Phil LaMarr vai Marcus Underwood, cha của Zack. Anh ta không tin vào định luật Murphy cho đến khi cùng Zack tham gia vào chuyến đi câu cá với cha con Milo.
- Jemaine Clement vai Orton Mahlson, diễn viên đóng vai Dr.Zone trong tập phim cùng tên.
- Sophie Winkleman vai Time Ape, con đười ươi có cái đầu đồng hồ, là trợ thủ của Doctor Zone.
- Alyson Stoner vai Kris và Mitchell Musso vai Wally, người hâm mộ chương trình The Doctor Zone Files.
- Scott D. Peterson vai Scott, người thợ sửa ống nước bị mắc kẹt dưới lòng đất vài tháng. Trong tập "The Undergrounders", những người thợ bị mắc kẹt được nhóm Milo tìm thấy và đưa họ về mặt đất, Scott lại quay về lòng đất và xem đó là lãnh thổ của mình. Anh cũng giúp Melissa và Zack chạy trốn Savannah và Brick trong tập "Missing Milo".
- Adrian Pasdar vai Richard Chase, Cha của Mellisa, nhân viên cứu hỏa, thường lo lắng mỗi khi gặp Milo.

#### Nhân vậtPhineas và Ferb
- Povenmire vai Tiến sĩ Heinz Doofenshmirtz / Professor Time
- Baker vai Thú mỏ vịt Perry
- Marsh vai Thiếu tá Monogram
- Tyler Alexander Mann vai Carl
- Mitchell Musso vai Jeremy Johnson
- John Viener vai Norm
- Olivia Olson vai Vanessa Doofenshmirtz
- Vincent Martella vai Phineas Flynn
- David Errigo, Jr vai Ferb Fletcher
- Ashley Tisdale vai Candace Flynn
- Maulik Pancholy vai Baljeet Tjinder
- Bobby Gayor vai Buford van Stomm
- Alyson Stoner vai Isabella Garcia-Shapiro

## Danh sách tập phim

### Mùa 1 (2016–17)
Mùa 1 sẽ bao gồm 36 tập, mỗi tập có độ dài 22 phút.
1a"Going the Extra Milo"Dan Povenmire 
 Robert F. HughesDan Povenmire, Kyle Menke
Jeff "Swampy" MarshDan Povenmire & Kyle Menke21 tháng 9 năm 2016101a0.33
Zack Underwood, một cậu bé mới chuyển đến thành phố Danville, gặp Milo Murphy, cậu bé không may mắn nhất thành phố. Vì sự kém may mắn của Milo, cậu ấy và Zack đều lỡ chuyến xe buýt đến trường, nên Milo chỉ cho Zack "lối tắt", trong khi cố gắng để né tránh chó sói, ong, lửa, và kể cả người ngoài hành tinh. Trong lúc đó, Melissa Chase, bạn của Milo, thu những phần ăn trưa để đặt cược xem liệu Milo và Zack có đến trường trước khi chuông reo hay không.

1b"The Undergrounders"Bob BowenDani Vetere
 Steven UmblebySteven Umbleby10 tháng 10 năm 2016101b0.26
Xe điện ngầm của Milo, Zack và Melissa bị trật đuòng ray khi đang trên đường đến viện bảo tàng. Trong lúc tìm đường để đến viện bảo tàng, họ phát hiện một nhóm công nhân xây dựng đã sống dưới ngầm từ lâu.
Khách mời: Laraine Newman vai Ms. White

2a"Rooting for the Enemy"Robert F. HughesScott PetersonChris Ybarra10 tháng 10 năm 2016102a0.26
Milo được cho phép đến xem trận đấu bóng bầu dục của đội trường, vì đội nhà, Geckos kiểu gì cũng sẽ thua. Sau nhiều sự thất bại của đội nhà vì sự cổ vũ của Milo, Melissa quyết định để Milo làm cổ động viên của đội khách, đội Tigers và nhờ vận xui của Milo mà đội Geckos thắng.
2b"Sunny Side Up"Robert F. HughesDan Povenmire 
 Kyle MenkeKyle Menke & Edward Rivera21 tháng 9 năm 2016102b0.33
Sau khi giáo viên môn khoa học giao cho họ nhiệm vụ làm một vật đựng trứng mà không làm quả trứng bị vỡ khi ném từ trên cao, Milo, Zack và Melissa tìm cách để dựng một vật đựng quả trứng. Sau khi hoàn thành, họ đặt tên là "Big Bertha". Nhưng khi họ đem lên trường, Milo vô tình làm rơi mô hình xương người, và quả trứng bị vỡ. Nhưng rất may, Milo có một quả trứng để trong túi quần và họ cùng thi đấu trong cuộc thi để cho thấy quả trứng bị rỡi mà không bị vỡ. Nhưng khi họ ném vật đựng đó, nó rơi ngay trên xe tải, nảy đến trận đấu bóng đá, trận đấu bóng bầu dục, gấu Bắc cực, rồi nảy sang làn cao tốc, lên trên máy bay trực thăng rồi đáp xuóng xe tải, làm xe nổ tung. Tuy vậy, quả trứng vẫn còn nguyên vẹn và đội của Milo thắng.

3a"The Doctor Zone Files"Bob BowenJoshua PruettJacob Hair17 tháng 10 năm 2016103a0.35
Milo và chị gái của cậu, Sara, là những người hâm mộ bộ phim khoa hoc viễn tưởng The Doctor Zone Files, đưa "người hâm hộ mới" Zack và Melissa đến xem bộ phim mới nhất của The Doctor Zone Files. Tuy nhiên, Sara khó có thể coi được phim vì vận xui của nhà Murphy.

3b"The Note"Robert F. HughesScott Peterson
Jim BernsteinAshley Michelle Simpson17 tháng 10 năm 2016103b0.35
Milo vô tình làm mất giấy ghi chép của bác sĩ về sự vắng mặt trong lớp. Vì vậy, cậu, Zack và Melissa cố gắng để lấy lại nó.

4a"Party of Peril"Bob BowenMartin OlsonCalvin Suggs26 tháng 10 năm 2016104a0.80 
Những bạn bè của Milo, chỉ định bởi Melissa và Zack, tổ chức một bữa tiệc cho Milo ở sàn đua ô tô nhỏ.

4b"Smooth Opera-tor"Robert F. HughesDani VetereEdward Rivera26 tháng 10 năm 2016104b0.80
Zack, Melissa, và Milo tham dự buổi biểu diễn opera cùng Amanda, nhưng Milo tình cờ đến hậu trường và cố gắng để tránh mọi việc diễn tiến xấu.
5a"Worked Day"Robert F. HughesJoshua PruettAshley Michelle Simpson27 tháng 10 năm 2016105a0.97
Đã đến ngày hướng nghiệp và Milo đang có thời gian khó khăn trong việc lựa chọn nghề nào. Cậu cố gắng quyết định trong khi tham quan công trình sửa ống nước, phòng cứu hỏa và bệnh viện. Nhưng dĩ nhiên, mọi việc không diễn ra suôn sẻ. Trong khi đó, Dakota và Cavendish cố gắng và đảm bảo xe chở quả hồ trăn sẽ đến được tới nhà kho.

5b"Wilder West"Bob BowenDani VetereJacob Hair27 tháng 10 năm 2016105b0.97
Milo và bạn của cậu ấy tham quan trang trại gia súc. Trong khi cưỡi ngựa, họ gặp một cô gái tên Jackie. Tuy nhiên, Jackie lại đưa họ đến mối nguy hiểm khác thường. Trong khi đó, Sara phát điên lên vì trang trại này làm cô nhắc tới một cảnh trong The Doctor Zone Files.

Khách mời: Ariel Winter vai Jackie
6a"Family Vacation"Bob BowenJoshua PruettSteven Umbleby6 tháng 3 năm 2017106a0.21
Gia đình nhà Murphy đi du lịch mà không đến bất cứ nơi nào cụ thể, nhưng ở trạm dừng, Milo vô tình đi nhầm xe du lịch với một gia đình khác
6b"Murphy's Lard"Robert F. HughesMartin OlsonChris Ybarra7 tháng 3 năm 2017106b0.17
Ở công viên Lard World, Milo, Zack giúp Melissa vượt qua nỗi sợ với tàu lượn siêu tốc, bắt nguồn từ việc một đường tàu lượn siêu tốc rơi xuống sân sau nhà Melissa. Trong khi đó, Dakota và Cavendish cố gắng bảo vệ gian hàng bán quả hồ trăn ở công viên.

Khách mời: Thomas Lennon vai Henry
7a"Secrets and Pies"Robert F. HughesJoshua PruettChris Ybarra8 tháng 3 năm 2017107a0.17
Sau khi lần thử làm mì ống của Milo thất bại, Milo quyết định đặt pizza. Trong khi chờ giao pizza, Milo và hai người bạn quyết định cùng kể cho nhau bí mật.

Khách mời: Danica McKellar vai Veronica
7b"Acadecamathalon"Bob BowenJim BernsteinCalvin Suggs9 tháng 3 năm 2017107b0.19
Vì lý do cắt giảm ngân sách, nhà trường buộc phải kết hợp cả thể thao 10 môn phối hợp của học đường và 10 môn phối hợp điền kinh. Trong lúc đó, ông bà Murphy đến thăm trường nhằm giành được cúp bóng đá của ông.
8a"The Substitute"Robert F. HughesJim BernsteinEdward Rivera14 tháng 3 năm 2017110a0.14
Lớp học khoa học của Milo dược dạy thay bởi một giáo viên nhàm chán. Trong lúc đó, Dakota và Cavendish trốn trong tủ lớp học để giấu một chất có thể giúp quả hồ trăn phát triển.

Khách mời: Leah Remini vai cô Baxter
8b"Time Out"Robert F. HughesScott PetersonEdward Rivera15 tháng 3 năm 2017110bTBD
Milo và Zack đi câu cá với cha của họ. Trong khi đó, khi điện thoại của họ hết pin, Cavendish và Dakota can thiệp vào nhiệm vụ du hành thời gian của Brick và Savannah.
9a"We're Going to the Zoo"Bob BowenMartin OlsonSteven Umbleby16 tháng 3 năm 2017111a0.18
Ở một chiến dịch từ thiện, Milo vô tình quyên góp chiếc áo thun quý giá của mẹ cậu. Cavendish và Dakota được giao nhiệm vụ bảo vệ quả hồ trăn ở công viên.
9b"School Dance"Bob BowenDani VetereAshley Michelle Simpsons17 tháng 3 năm 2017111bTBD
Amanda làm mọi thứ có thể để đảm bảo buổi khiêu vũ diễn ra mà không mắc lỗi nào. Cavendish và Dakota đến buổi khiêu vũ để chứng minh rằng Milo là một đặc vụ đang cố gắng phá hủy kế hoạch của họ. Chad tưởng nhầm Cavendish và Dakota là những thợ săn ma cà rồng.
10a"Battle of the Bands"Bob BowenDani VetereJoseph S. Scott21 tháng 3 năm 2017108aTBD
Milo, Melissa, Zack, và ban nhạc của Mort bước vào trận chiến của các ban nhạc. Zack phát hiện ra ban nhạc cũ của anh đang cạnh tranh trong trận chiến.
10b"The Math Book"Bob BowenDani VetereJoseph S. Scott22 tháng 3 năm 2017108bTBD
Milo, Zack và Melissa đến trường sau khi hoàng hôn để lấy cuốn sách toán học của Melissa. Thật không may, cô ấy để chìa khoá phụ trong lớp học bị khóa, vì vậy cả ba đi "tìm kiếm" để tìm kiếm người lao công bí ẩn, hay còn được gọi là "người giữ chìa khóa".
11a"The Little Engine That Couldn't"Robert F. HughesJoshua PruettCalvin Suggs23 tháng 3 năm 2017109aTBD
Khi cha của Melissa đưa cô và Milo vào thị trấn trên một chiếc xe chữa cháy cũ ngừng hoạt động, sự hỗn loạn xảy ra.
11b"The Llama Incident"Robert F. HughesDani Vetere, Martin Olson 
Jim BernsteinCalvin Suggs24 tháng 3 năm 2017109b0.18
Milo và Melissa cuối cùng kể cho Zack câu chuyện về tai nạn lạc đà khét tiếng.
12"Missing Milo"Bob Bowen, Robert F. HughesScott Peterson
Joshua PruettEdward Rivera, Ashley Michelle Simpson, Steven Umbleby, Chris Ybarra22 tháng 7 năm 2017SPETBD
Năm 2175, Khi Cavendish và Dakota ngăn chặn Milo khỏi việc phá hủy một cây hồ trăn, họ đã thay đổi tương lai. Những cây hồ trăn trở nên có nhận thức và chiếm lấy hành tinh, vì vậy, Milo, Dakota và Cavendish phải đi xuyên thời gian để cứu lấy tương lai

Khách mời: Rhys Darby vai Vua Pistachion
13a"Star Struck"Robert F. HughesJim BernsteinChris Ybarra25 tháng 9 năm 2017112a0.17
Milo hiểu rằng diễn viên cậu yêu thích được cho là đang quay một bộ phim gần đây trong thành phố và quyết định đi đến phim trường và xin chữ ký.
13b"Disaster of My Dreams"Bob BowenMartin OlsonSteven Umbleby25 tháng 9 năm 2017112b0.17
Elliot Decker đảm nhận công việc trưởng giám sát an toàn của trường.
14a"A Clockwork Origin"Bob BowenJim BernsteinJoseph S. Scott26 tháng 9 năm 2017115aN/A
Milo, Zack và Melissa bước vào cuộc tìm kiếm một người máy đã tẩu thoát trước đây.

Guest stars: Joel McHale vai Vincent and Barry Bostwick vai Clyde
14b"Perchance to Sleepwalk"Robert F. HughesMartin Olson & Scott PetersonDiana Huh26 tháng 9 năm 2017115bN/A
Milo bắt đầu mộng du qua những khu rừng gần kề. Trong khi đó, Cavendish và Dakota tạm nghỉ một ngày khỏi những nhiệm vụ hạt dẻ sau khi chiến đấu với những sinh vật hạt dẻ xấu xa.
15a"Some Like It Yacht"Robert F. HughesJim BernsteinChris Ybarra27 tháng 9 năm 2017117a0.14
Các học sinh trải nghiệm chuyến đi đặc biệt bằng du thuyền của nhà trường.
15b"Backward to School Night"Bob BowenJoshua PruettSteven Umbleby27 tháng 9 năm 2017117b0.14
Trong đêm trở lại trường, những phụ huynh bỗng trở thành những đứa trẻ, bởi thiết bị dịch chuyển thời gian bị đánh cắp.
16a"World Without Milo"Robert F. HughesScott PetersonJoseph S. Scott28 tháng 9 năm 2017118aTBD
Một buổi sáng, Elliot tỉnh dậy và nhận ra rằng Milo đã biến mất. Ban đầu, cậu cảm thấy hào hứng, nhưng sau đó lại cảm thấy chán nản.
16b"The Race"Bob BowenDani VetereDiana Huh28 tháng 9 năm 2017118bTBD
Milo tham dự một cuộc đua và nhờ Melissa và Zack tiếp trợ cậu bằng những vật dụng trong ba-lô để hoàn thành cuộc đua. Trong khi đó, Cavendish và Dakota, trong khi cố gắng ngăn chặn hai điệp vụ nhận nhiệm vụ khác là Brick và Savannah cứu hạt dẻ, thấy bản thân họ ở miền Tây nước Mỹ và gặp cụ kỵ của Milo, cảnh sát trưởng Murphy.
17a"Love Toboggan"Bob BowenDani VetereChris Ybarra29 tháng 9 năm 2017120aTBD
Sara suy nghĩ có nên đi hẹn với Neal từ của hàng truyện tranh hay không.Cùng lúc đó, Milo cùng với bố mình và Melissa, Zack đi lên ngọn đồi trượt tuyết, nhưng xe trượt băng của họ vượt quá tầm kiểm soát.

Guest star: Maulik Pancholy vai Neal
17b"The Island of Lost Dakotas"Bob BowenJoshua PruettSteve Umbleby & Chris Ybarra29 tháng 9 năm 2017120bTBD
Cavendish liên tục chết đi và Dakota tạo ra nghịch lý thời gian và nhân bản bản thân mình để cứu Cavendish. Milo, Zack và Melissa đi xem phim Hamosaur 2, nhưng Milo không tìm thấy đôi giày của cậu.

Guest star: Jack McBrayer as Ship Captain
18"Fungus Among Us"Robert F. HughesScott Peterson & Joshua PruettJoseph S. Scott, Diana Huh, Chris Ybarra & Kyle Menke30 tháng 9 năm 2017121TBD
Milo, Cavendish, và Dakota dịch chuyển về năm 1965 để giúp Orton Mahlson sáng lập The Doctor Zone Files. Không may thay, họ nhận ra rằng Derek, con trai của vua Pistashion, bằng cách nào đó đã sống sót và giả dạng gần như mọi người, kể cả ở thực tại. Trong đoạn ngắt, họ nhận ra rằng niềm hy vọng duy nhất của họ phụ thuộc vào một nhà phát minh thiếu trình độ.
19"Milo Murphy's Halloween Scream-a-Torium!"Robert F. HughesJim Bernstein, Martin Olson, Scott Peterson, Joshua Pruett & Dani VetereEdward Rivera & Ashley Michelle Simpson7 tháng 10 năm 2017TBA0.23
Milo dựng cho mình một ngôi nhà ma quái từ chiếc xe tải bị bỏ đi và mời những người bạn dự lễ hội kinh hoàng, nhưng Zack lại không cảm thấy thích thú vì cảm thấy quá lớn tuổi để bị dọa vào ngày Halloween, nhưng do định luật Murphy và chiếc xe tải vô tình chạy loạn xạ khắp thành phố, Zack dần suy nghĩ lại. Trong lúc đó, Cavendish và Dakota đang tận hưởng niềm vui Halloween trong khi điều tra điều bí ẩn về Halloween năm trước.
20"A Christmas Peril"Bob BowenJoshua Pruett & Dani VetereTBA2 tháng 12 năm 20171160.30
Sara, Milo, Melissa và Zack mang cả gia đình Murphy về mừng Giáng sinh. Trong lúc đó, ở tương lai, Cavendish và Dakota phiên bản lớn tuổi cố gắng hàn gắn lại tình bạn tan vỡ của họ.
}}

### Mùa 2 (2019)
Mùa 2 sẽ bao gồm 37 tập
The Phineas and Ferb Effect - 5 tháng 1, 2019
Snow Way Out & Teacher Feature - 12 tháng 1, 2019
Picture Day & Agee Ientee Diogee - 19 tháng 1, 2019
Game Night & Pace Makes Waste - 26 tháng 1, 2019
Cake 'Splosion! & Lady Krillers - 2 tháng 2, 2019
Doof's Day Out & Disco Do-Over - 9 tháng 2, 2019
The Ticking Clock & Managing Murphy's Law - 16 tháng 2, 2019
Milo's Shadow & Sick Day - 23 tháng 2, 2019
Field of Screams & Spy Little Sister! - 2 tháng 3, 2019
Dog Walker, Runner, Screamer & Now I Am a Murphy - 9 tháng 3, 2019
Freefall & Milo's World - 16 tháng 3, 2019
Abducting Murphy's Law - 23 tháng 3, 2019
The Goulash Legacy & The Dog Who Knew Too Much - 30 tháng 3, 2019
Adventure Buddies & Ride Along Little Doggie! - 6 tháng 4, 2019
Look at this Ship & Cast Party - 13 tháng 4, 2019
Safety First & Cavendish Unleashed - 20 tháng 4, 2019
First Impressions & The Speech and Debate League of Death and Destruction Cross Town Explosion Event - 27 tháng 4, 2019
The Mid-Afternoon Snack Club & Park and Wreck - 4 tháng 5, 2019
Escape & Milo in Space - 11 tháng 5, 2019
Sphere and Loathing in Outer Space - 18 tháng 5, 2019

## Phát sóng
Tập đầu của chương trình được phát hành miễn phí trên Google Play, cửa hàng iTunes và Amazon vào ngày 19 tháng 9 năm 2016 và dẫn đến buổi công chiếu chính thức vào ngày 3 tháng 10 năm 2016 trên kênh Disney XD. Chương trình được chiếu trên kênh Disney XD ở Canada vào ngày 17 tháng 10 năm 2016 và sẽ công chiếu trên các kênh Disney XD của toàn thế giới, như là ở Mỹ Latin vào ngày 28 tháng 1 năm 2017 và ở Đông Nam Á vào ngày 10 tháng 2 năm 2017.

## Giải thưởng và đề cử
| Năm  | Giải              | Hạng mục                                                               | Đề cử                                                    | Kết quả |
| ---- | ----------------- | ---------------------------------------------------------------------- | -------------------------------------------------------- | ------- |
| 2017 | 44th Annie Awards | Thành tựu xuất sắc, phân cảnh trong chương trình hoạt hình truyền hình | Dan Povenmire và Kyle Menke cho tập Going the Extra Milo | Đề cử   |